# Agnes Sampson
Agnes Sampson   (East Lothian, segle XVI - Castle Hill, 28 de gener de 1591 (Julià)) va ser una sanadora escocesa acusada de ser una bruixa. També se la va conèixer com la "La muller sabia de Keith" i va ser jutjada als judicis de bruixeria de North Berwick, Escòcia, a finals del segle xvi.
Agnes va viure a Nether Keith, part de la baronia de Keith, East Lothian, Escòcia. Es considerava que tenia poders de curació i exercia de matrona a la localitat. A la primavera de 1590, el rei Jaume VI va tornar d'Oslo després d'haver-se casat amb Anna de Dinamarca, filla del rei Dinamarca i de Noruega. En aquella època la cort danesa estava molt perplexa per les arts fosques i la bruixeria i possiblement va afectar notablement al jove rei. Durant el viatge de tornada del casament, el vaixell va trobar-se amb fortes tempestes, que els tribunals danesos van atribuir a les confessions sota tortura d'un grup de bruixes. Per això, el rei va decidir crear un tribunal per perseguir la bruixeria.
A la tardor de 1590, Escòcia sencera estava plena de caceres de bruixes i sovint enviades a ser jutjades pel mateix rei. Agnes va ser acusada per Gillis Duncan i arrestada amb altres dones acusades de ser les causants de les tempestes. Se la va torturar i va acabar confessant. Va ser executada a Castlehill mitjançant el garrot vil i després cremada a la foguera. Es diu que el fantasma d'Agnes amb el cos torturat i nua es veu al palau de Holyrood.
L'artista feminista Judy Chicago li va assignar un lloc en el The Dinner Party, una peça d'instal·lació de 39 dones mítiques i històriques. Des de 2007, la peça està exposada permanentment al Elizabeth A. Sackler Center for Feminist Art al Brooklyn Museum de Nova York.